# برامبتون (كامبريدجشير)
برامبتون (بالإنجليزية: Brampton, Cambridgeshire)‏ هي قرية و أبرشية مدنية تقع في المملكة المتحدة في إنجلترا.